# 君の隣
「君の隣」（きみのとなり）は、aikoの楽曲。2014年1月29日に31作目のシングルとしてポニーキャニオンからリリースされた。

## 概要
- ロッテ「ガーナミルクチョコレート」のCMソングとして2013年9月3日から放送されていた楽曲で[2][3]、2013年のツアー「aiko 15th Anniversary Tour」の一部でも歌唱されていた[3][4]。aikoは、ライブで皆と過ごす時のことを考えて作った曲だと話している[4]。
- シングルのリリースは前作「Loveletter／4月の雨」からおよそ半年ぶり。
- 初回限定盤のみカラートレイ仕様[3]。

## 収録曲
| 全作詞・作曲: AIKO、全編曲: 島田昌典。 |                                                        |       |            |      |
| #                                      | タイトル                                               | 作詞  | 作曲・編曲 | 時間 |
| 1.                                     | 「君の隣」(ロッテ「ガーナミルクチョコレート」CMソング) | AIKO  | AIKO       | 4:49 |
| 2.                                     | 「舌打ち」                                             | AIKO  | AIKO       | 4:28 |
| 3.                                     | 「朝寝ぼう」                                           | AIKO  | AIKO       | 5:46 |
| 4.                                     | 「君の隣 (instrumental)」                              | AIKO  | AIKO       | 4:44 |
| 合計時間:                              | 合計時間:                                              | 19:48 |            |      |